# Hyperpolariseerbaarheid
De hyperpolariseerbaarheid beschrijft hoe sterk een materiaal van lineair optisch gedrag afwijkt. De grootte van een geïnduceerd moment {\displaystyle \mu _{\text{geïnduceerd}}} hangt niet helemaal lineair af van een aangelegd elektrisch veld. De afwijking van lineair gedrag kan goed worden benaderd door het toevoegen van hogere orde termen aan de lineaire term van de polariseerbaarheid {\displaystyle \alpha }:
{\displaystyle \mu _{\text{geïnduceerd}}=\alpha E+\beta E^{2}+...+} hogere termen
Het is in het algemeen voldoende de nog hogere termen weg te laten en zelfs de coëfficiënt {\displaystyle \beta }, de hyperpolariseerbaarheid genoemd, is voor de meeste materialen uitzonderlijk klein. Materialen met naar verhouding grote waarden van {\displaystyle \beta } zijn schaars, maar vormen de 
basis van de niet-lineaire optica. Wanneer een materiaal met een naar verhouding grote waarde van de hyperpolariseerbaarheid wordt blootgesteld aan een wisselend elektrisch veld, bijvoorbeeld van een invallende monochromatische lichtbundel, kan er licht van een andere golflengte ontstaan, van een andere kleur.
De invallende straling met een frequenctie {\displaystyle \omega } schrijven als {\displaystyle E=E_{o}e^{i\omega t}} en dit invullen in de bovenstaande uitdrukking geeft:
{\displaystyle \mu _{\text{geïnduceerd}}=\alpha E_{o}e^{i\omega t}+\beta (E_{o}e^{i\omega t})^{2}}
Omdat de geïnduceerde dipool zelf als stralingsbron kan optreden en de laatste term de frequentie {\displaystyle 2\omega } bevat kan er straling ontstaan met een tweemaal zo grote frequentie. Dit effect wordt frequentiedubbeling of upconversion genoemd en wordt toegepast om uit bijvoorbeeld van een infrarode laserbundel, met bijvoorbeeld {\displaystyle \lambda } = 1064 nm, een YAG-laser een groene laserbundel te maken, met {\displaystyle \lambda } = 532 nm. Er zijn niet zo veel geschikte materialen met een grote hyperpolariseerbaarheid. Bekende materialen zijn kaliumtitanylfosfaat KTP , lithiumboraat LBO en beta bariumboraat BBO.